# St. Lawrence, Pennsylvania
St. Lawrence là một thị trấn thuộc quận Berks, tiểu bang Pennsylvania, Hoa Kỳ. Năm 2010, dân số của thị trấn này là 1809 người.